# Зебек, Владимир Евгеньевич
Владимир Евгеньевич Зебек (укр. Зебек Володимир Євгенович, 18 мая 1931, Николаев) — советский и украинский художник-маринист, один из наиболее известных и значимых художников-маринистов второй половины XX века.

## Биография
Владимир Зебек родился в мае 1931 года в Николаеве.
В 1943 был отправлен на принудительные работы в Германию. После войны вернулся в Николаев.
Учился в Московском художественно-педагогическом училище.
В 1966 году, несмотря на открывавшиеся перед ним блестящие карьерные перспективы, переехал жить на Кинбурнскую косу, поблизости от города Очаков.
В январе 2015 года художника постигло горе: один из его домов сгорел.